# 헤나타 소하
헤나타 소하(Renata Sorrah, 1947년 2월 21일 ~ )는 브라질의 배우이다.